# 가니에 미키
가니에 미키(일본어: 蟹江 美貴, 1988년 12월 4일~)는 일본의 양궁 선수, 지도자이다. 2012년 하계 올림픽 양궁 여자 단체전에서 동메달을 획득했고 2009년 세계 양궁 선수권 대회 여자 단체전에서 은메달을 획득했다.

## 경력
1988년 일본 아이치현 오카자키시에서 태어난 가니에는 오카자키시립도우카이중학교를 다니고 있을 때 양궁이 달리기가 필요하지 않은 운동이라고 생각해 양궁에 입문했다. 중학교를 졸업한 후 아이치산교우대학미카와고등학교를 다니고 있을 때 전국고등학교총합체육대회 양궁 종목에서 우승했고 고등학교를 졸업한 후 긴키 대학 법학부 정책법학과에 입학했다. 긴키 대학을 다니고 있을 때 전일본학생선수권대회와 전일본선수권대회에서 우승했고 대학교를 졸업한 후 미키쇼코 양궁팀에 입사했다.
2009년 가니에는 일본 양궁 국가대표팀에 처음으로 발탁되었고 대한민국 울산광역시에서 열린 2009년 세계 양궁 선수권 대회에 출전해 마쓰나가 아사코와 마쓰시타 사야미와 함께 여자 양궁 단체전에서 은메달을 획득했다. 그녀는 당해에 열린 아시아 양궁 선수권 대회 단체전에서 우승했고 전일본선수권대회 결승전에서 사이토 아야카를 꺾고 우승을 달성했다.
가니에는 2010년 전일본타겟양궁선수권대회(일본어: 全日本ターゲットアーチェリー選手権大会)에서 3등을 차지했고 2011년 5월 세계 양궁 선수권 대회 선발전에서 5등을 차지하며 세계 선수권 대회에 출전하지 못했지만, 전간사이양궁선수권대회(일본어: 全関西アーチェリー選手権大会)에서 3등을 차지했다.
2012년 4월, 세계 랭킹 332위였던 가니에는 올림픽 양궁 일본 대표 선발전을 통과해 가와나카 가오리와 하야카와 렌과 함께 2012년 하계 올림픽에 참가하는 일본 양궁 대표팀에 발탁되었다. 2012년 하계 올림픽 양궁 랭킹 라운드에서 그녀는 720점을 획득하며 일본 대표팀 선수들 중에서 1등을, 랭킹 라운드에서 전체 6등을 차지했다. 그녀는 양궁 개인전에서 3조에 배정받았고 1라운드에서 우크라이나의 테탸나 도로호바에 승리하고 2라운드에서 중화인민공화국의 쉬징에 승리했으나 16강전에서 멕시코의 아이다 로만에 패배했다.
2012년 하계 올림픽 양궁 단체전에서 일본 대표팀은 1라운드에서 당시 세계 랭킹 3위였던 우크라이나 대표팀에 승리했고 8강전에서 세계 랭킹 5위였던 멕시코 대표팀에 승리했다. 일본 대표팀은 준결승전에서 대한민국 양궁 대표팀에 패배해 동메달 결정전에 진출했고 동메달 결정전에서 러시아 대표팀에 승리하며 올림픽 역사에서 처음으로 동메달을 획득했다.
2014년 3월 가니에는 선수 은퇴를 발표했고 같은 달에 미키쇼코에서 퇴사했다. 그녀는 현재 히로시마현에 살면서 고등학생들과 일반인들에게 양궁을 가르치는 지도자로 활동하고 있다.

## 개인사
긴키 대학에서 가니에를 가르쳤던 코치 야마다 히데아키(일본어: 山田秀明)는 그녀가 시합에서 사람들의 압박감을 받지 않는 성향을 가지고 있다고 말했다. 그녀는 평소 경기에 출전할 때 토이 스토리의 "리틀 그린 맨"이 그려진 어깨보호대를 착용하고 있었으나 올림픽에서는 규정으로 인해 착용할 수 없었다.